# フェンチオン
フェンチオン (fenthion) は有機リン系殺虫剤の一つ。日本では商標名バイジットとして水稲用等の農薬として用いられ、チグホンスポットとして蚤駆除用にも用いられている。
濃度2%以上は劇物指定。動物では特に鳥類に対して毒性が強く、国家によっては「殺鳥剤」として認可されて使われる（日本では殺鳥剤が認められない）。このため野生鳥類への影響が問題とされている。

## 用途
フェンチオンは害虫の殺虫剤、殺ダニ剤、殺鳥剤と使われ、ミバエ、ヨコバイ、蛾、鉄砲虫、蚊、アブラムシ、コドリンガとハタオリドリ科の鳥に対して使用されている。ウエストナイル熱対策で、蚊の防除に使用されている。
穀物、サトウキビ、米、トウモロコシ、テーブルビート、梨、柑橘類、ピスタチオ、綿、オリーブ、コーヒー豆、ココア、野菜、ブドウに使用されている。
また、シラミ、ノミ、ハエ、ダニおよび他の外部寄生虫を駆除するために家畜(ウシ、ブタ、イヌ)などにおいて使用されている。
畳の防虫剤としても利用される。

## 毒性
縮瞳、頭痛、吐き気、嘔吐、めまい、筋力低下、眠気、倦怠感、興奮、または不安の急性中毒を引き起こす。中等度または重度である場合、高血圧、腹痛、下痢、重い流涎、多量の発汗、胸苦しさが現れ、使用者は昏睡、呼吸停止、発作、反射の消失し弛緩性麻痺が発生するために、自殺企画者がいる。
野鳥でフェンチオン中毒が起こり、縮瞳、流涎、震顫、歩行困難、呼吸困難の症状、原因不明の死亡が現れた。フェンチオンは魚や水生無脊椎動物に対する毒性が強く、ミツバチもフェンチオンの影響を受けることが判明している。

## 性質
フェンチオンは、光化学的に生成されたヒドロキシルラジカルと速やかに反応し、その半減期は約5時間。
通常の水中環境下では、水中でのフェンチオンの半減期は2.9～21.1日である。
土壌中では、フェンチオンは4～6週間で劣化する。